# PROTECT IP Act
PROTECT IP Act (PIPA, Preventing Real Online Threats to Economic Creativity and Theft of Intellectual Property Act of 2011), även känd som Senate Bill 968 eller S. 968, är ett lagförslag i USA:s kongress som syftar till att ge USA:s regering och rättighetsinnehavare ytterligare verktyg för att begränsa tillgången till vad man betecknar som laglösa webbplatser (en. rogue websites), alltså webbplatser som ägnar sig åt upphovsrättsbrott eller distribution av förfalskade varor. Förslaget är särskilt riktat mot webbplatser utanför USA. Lagförslaget lades fram 12 maj 2011 av den demokratiska senatorn Patrick Leahy och elva medmotionärer, både republikaner och demokrater. 

## Likheter medSOPA
Lagförslaget har likheter med Stop Online Piracy Act (SOPA) och har på liknande grunder kritiserats för att innebära en de facto-censur av Internet. Enligt kritiker utgör förslaget ett hot mot yttrandefriheten på Internet, och den skulle i praktiken omöjliggöra webbplatser med användargenererat innehåll, till exempel Youtube och Facebook.